# Inversiones Errázuriz
Inversiones Errázuriz S.A., también conocida por su acrónimo Inverraz, es el conglomerado de empresas pertenecientes al empresario y político chileno Francisco Javier Errázuriz Talavera. Fue creado en 1988, y llegó a tener una planta de 10 000 trabajadores y 1000 profesionales.

## Empresas
- Papeles Químicos S.A.
- Unimarc, cadena de supermercados (vendida en 2007).
- AFP Invierta. Absorbida por AFP Planvital.
- AFP Planvital (vendida a Assicurazioni Generali).
- Banco Nacional. En 1989, se fusionó con el Banco BHIF, desapareciendo la primera institución.[2]
- Renta Nacional S.A., compañía de seguros.
- Leasing Nacional S.A.
- COSAYACH, compañía minera.
- Viñedos Errázuriz Ovalle
- COMINOR, ingeniería.
- CIDEF, importador automotriz y maquinarias, representante de DFM, Foton, ZNA y Kawasaki en Chile y fue representante de Nissan en ese país.
- Agrícola Y Viñedos TIERRUCA.
- Guardias de Seguridad UNO S.A.
- Guardias de Seguridad DOS S.A.
- Salmones de Chile S.A.
- Inversiones Pozo Almonte.
- Ganadera y Forestal Nacional Ltda.
- Fruticola Viluco S.A.
- Cosayach Nitrato S.A.
- Sociedad Minera Las Palmas S.A. (minería de oro)
- Interagro S.A. (industrialización de productos agrícolas)
- Pesquera Nacional S.A.
- Industria Forestal Nacional S.A.
- Astillero Nacional S.A. (reparación de naves pesqueras)